# Preço corrente
Preço de mercado ou preço corrente é um conceito econômico que se refere ao preço a que determinado bem ou serviço é oferecido ou comprado. 
O conceito é usado principalmente em microeconomia. Valor de mercado e preço de mercado não são necessariamente iguais. A igualdade ou diferença dependerá da eficiência do mercado, equilíbrio e das expectativas racionais.